# 1940 في الولايات المتحدة
فيما يلي قوائم الأحداث التي وقعت خلال عام 1940 في الولايات المتحدة.

## أحداث
- 31 أغسطس – كارثة لوفتزفيل الجوية

## سياسة

### تعيين في المنصب
- 2 يناير – تشارلز أديسون الأمين العام.
- 18 يناير – روبرت جاكسون نائب عام الولايات المتحدة.
- 22 يناير – فرانسيس بيدل النائب العام للولايات المتحدة [الإنجليزية]‏.
- 24 يونيو – إرنست جورج جيبسون عضو مجلس الشيوخ الأمريكي.
- 10 يوليو – هنري ستيمسون وزير حرب الولايات المتحدة.
- 11 يوليو – فرانك نوكس الأمين العام.
- 19 سبتمبر – جيسي هولمان جونز وزير التجارة الأمريكي.
- 6 أكتوبر – جون هنري ستيل حاكم إلينوي [الإنجليزية]‏.

### انتهاء فترة المنصب
- 1 يناير – تشارلز ه .راسل عضو المجلس النيابي لولاية نيفادا.
- 1 يناير – سبيسرد ليندساي هولند عضو مجلس ولاية فلوريدا.
- 1 يناير – يوجين رلى عضو مجلس نواب تكساس.
- 18 يناير – روبرت جاكسون النائب العام للولايات المتحدة [الإنجليزية]‏.
- 18 يناير – فرانك ميرفي نائب عام الولايات المتحدة.
- 20 يونيو – هاري هاينز ودينج وزير حرب الولايات المتحدة.
- 24 يونيو – تشارلز أديسون الأمين العام.
- 4 سبتمبر – هنري أغارد ولاس وزير الزراعة في الولايات المتحدة.
- 18 سبتمبر – هاري هوبكنز وزير التجارة الأمريكي.

## ظهور
- 1 يناير – أليس في بلاد العجائب
- 1 يناير – بيبوب
- 1 يناير – روك أند رول
- 15 أبريل – ماكدونالدز سلسلة مطاعم وجبات سريعة.

## أفلام
من الأفلام التي صدرت هذه السنة في الولايات المتحدة:
- 1 يناير – أحمق في أكسفورد من إخراج Alfred J. Goulding [الإنجليزية]‏.
- 1 يناير – الرسالة من إخراج ويليام وايلر.
- 1 يناير – المراسل الأجنبي من إخراج ألفريد هتشكوك.
- 1 يناير – بداية العزف من إخراج بسبي بيركلي.
- 1 يناير – بيت الرحلة الطويلة من إخراج جون فورد.
- 1 يناير – تن بان ألي من إخراج والتر لانغ.
- 1 يناير – ريبيكا من إخراج ألفريد هتشكوك.
- 1 يناير – علامة زورو من إخراج Rouben Mamoulian [الإنجليزية]‏.
- 1 يناير – عناقيد الغضب من إخراج جون فورد.
- 1 يناير – قصة فيلادلفيا من إخراج جورج كوكور.
- 1 يناير – قم يا حبيبي من إخراج ميتشل ليسن [الإنجليزية]‏.
- 1 يناير – كبرياء وتحامل من إخراج روبرت ز. ليونارد [الإنجليزية]‏.
- 1 يناير – كل هذا والجنة أيضا من إخراج أناتول ليتفاك.
- 1 يناير – كيتي فويل من إخراج سام وود.
- 1 يناير – ماك جنتي العظيم من إخراج بريستون ستورجس.
- 1 يناير – مدينتنا من إخراج سام وود.
- 11 يناير – فتاة الجمعة من إخراج هاورد هوكس.[1]
- 20 سبتمبر – الغربي من إخراج ويليام وايلر.
- 15 أكتوبر – الديكتاتور العظيم من إخراج تشارلي تشابلن.[2]

## برامج ومسلسلات وأنمي
- توم وجيري

## كتب
من الكتب التي صدرت هذه السنة في الولايات المتحدة:
- 21 أكتوبر – لمن تقرع الأجراس من تأليف إرنست همينغوي.

## مواليد

### يناير
- 1 يناير – بروس سبراغينز لاعب كرة سلة أمريكي.
- 1 يناير – بول جوزيف كيلي، الابن سياسي أمريكي.
- 1 يناير – بول هوك قاضي أمريكي.
- 8 يناير – سد غانيس منتج أفلام أمريكي.
- 10 يناير – جون غريندر[3]
- 14 يناير – وين هايتاور لاعب كرة سلة أمريكي.
- 21 يناير – جاك نيكولاس لاعب غولف من الولايات المتحدة الأمريكية.[4]
- 26 يناير – هوبي وايت لاعب كرة سلة أمريكي.
- 27 يناير – برايان أوليري رائد فضاء أمريكي.[5]
- 27 يناير – جيمس كرومويل[6]
- 29 يناير – كاثرين روس[7]

### فبراير
- 4 فبراير – جورج روميرو[8]
- 6 فبراير – توم بروكاو[9]
- 11 فبراير – كالفين فاولر لاعب كرة سلة من الولايات المتحدة الأمريكية.
- 11 فبراير – مارفن كاروثرز
- 18 فبراير – تشارلز روبرت جينكينز جندي من الولايات المتحدة الأمريكية.
- 19 فبراير – جون تمبلتون جونيور طبيب من الولايات المتحدة الأمريكية.
- 19 فبراير – شيكو فوغن لاعب كرة سلة أمريكي.[10]
- 21 فبراير – جون لويس سياسي من الولايات المتحدة الأمريكية.[11]
- 22 فبراير – تشيت ووكر لاعب كرة سلة أمريكي.[12]
- 23 فبراير – بيتر فوندا ممثل أمريكي.[13]
- 24 فبراير – بيت دويل ممثل أمريكي.[14]
- 26 فبراير – ويتني سميث[15]

### مارس
- 9 مارس – راؤول جوليا ممثل بورتوريكي.[16]
- 10 مارس – تشاك نوريس[17]
- 10 مارس – ليروي إليس لاعب كرة سلة أمريكي.[18]
- 12 مارس – أل جارو[19]
- 18 مارس – كارل غوتليب
- 19 مارس – باربرا فرانكلين سياسية من الولايات المتحدة الأمريكية.[20]
- 20 مارس – ماري إلين مارك مصورة أمريكية.[21]
- 21 نوفمبر – ريتشارد مارسينكو
- 26 مارس – نانسي بيلوسي سياسية من الولايات المتحدة الأمريكية.[22]
- 28 مارس – كيفن لوغيري
- 29 مارس – غودفري راجيو[23]
- 30 مارس – جيري لوكاس لاعب كرة سلة أمريكي.[24]
- 31 مارس – باتريك ليهي سياسي أمريكي.[25]
- 31 مارس – بارني فرانك سياسي من الولايات المتحدة الأمريكية.[26]

### أبريل
- 5 أبريل – تومي كاش موسيقي أمريكي.
- 8 أبريل – جون هافليسيك لاعب كرة سلة أمريكي.
- 11 أبريل – توماس هاريس[27]
- 12 أبريل – هيربي هانكوك[28]
- 18 أبريل – جوزف غولدشتاين[29]
- 20 أبريل – جيمس غامون ممثل أمريكي.[30]
- 21 أبريل – جورج ديسنزو ممثل أمريكي.[31]
- 24 أبريل – سو غرافتون كاتب أمريكي.[32]
- 24 أبريل – مايكل باركس ممثل أمريكي.[33]
- 25 أبريل – آل باتشينو ممثل أمريكي ومخرج.[34]
- 25 أبريل – توماس ف. درود ضابط من الولايات المتحدة الأمريكية.
- 28 أبريل – بول هوغ لاعب كرة سلة أمريكي.[35]
- 29 أبريل – بيتر دايموند[36]
- 30 أبريل – بيرت يونج ممثل أمريكي.[37]

### مايو
- 3 مايو – ديفيد كوك سياسي أمريكي.[38]
- 5 مايو – ديان جريفين
- 5 مايو – لانس هنريكسن ممثل أمريكي.[39]
- 7 مايو – جيري هاركنس لاعب كرة سلة أمريكي.
- 8 مايو – بيتر بنشلي[40]
- 9 مايو – جيمس بروكس[41]
- 10 مايو – ج. ه. بينفورد بيي الثالث
- 10 مايو – واين داير كاتب أمريكي.[42]
- 15 مايو – دون نيلسون
- 15 مايو – ليني كازان[43]
- 17 مايو – ألان كاي[44]
- 17 مايو – بيتر جيريتي ممثل أمريكي.[45]
- 19 مايو – جون إسبوسيتو[46]
- 22 مايو – بيرنارد شو صحفي أمريكي.[47]
- 26 مايو – جيمس كان

### يونيو
- 1 يونيو – رينيه أوبرجونوا[48]
- 1 يونيو – كيب ثورن فيزيائي أمريكي.[49]
- 1 يونيو – ليونارد سسكيند فيزيائي أمريكي.
- 5 يونيو – ديكسون ديسبومير[50]
- 6 يونيو – جون رودومتكين لاعب كرة سلة أمريكي.
- 8 يونيو – نانسي سيناترا مغنية أمريكية.[51]
- 11 يونيو – هارولد ميتكالف فيزيائي أمريكي.
- 16 يونيو – نيل غولدشميت سياسي أمريكي.
- 17 يونيو – جورج أكرلوف[52]
- 23 يونيو – فيلما رودولف عداءة سرعة من الولايات المتحدة الأمريكية.[53]
- 25 يونيو – ستيف دي شازر عالم علاج نفسي.
- 26 يونيو – ديفيد موريسون عالم فلك أمريكي.[54]
- 27 يونيو – دانيال كويلين رياضياتي أمريكي.[55]

### يوليو
- 3 يوليو – روي متحدة
- 3 يوليو – لامار ألكسندر سياسي أمريكي.[56]
- 5 يوليو – إدي مايلز لاعب كرة سلة أمريكي.
- 5 يوليو – تشاك كلوز فنان أمريكي.[57]
- 6 يوليو – تاكيشي فوجي ملاكم من الولايات المتحدة الأمريكية.
- 7 يوليو – إلينور كليفت صحفية أمريكية.[58]
- 7 يوليو – توم بوينس لاعب كرة سلة أمريكي.
- 15 يوليو – فيفيان مالون جونز
- 18 يوليو – جيمس برولين ممثل أمريكي.[59]
- 18 يوليو – هاري ميتشيل سياسي أمريكي.
- 19 يوليو – دينيس كول[60]
- 21 يوليو – هارفي سي بارنوم، الابن ضابط من الولايات المتحدة الأمريكية.
- 23 يوليو – دانيال غولدين مهندس من الولايات المتحدة.[61]
- 24 يوليو – دان هداية[62]
- 25 يوليو – باد أولسن لاعب كرة سلة أمريكي.
- 30 يوليو – دانيال مور كاتب أمريكي.[63]

### أغسطس
- 3 أغسطس – مارتن شين ممثل أمريكي.[64]
- 8 أغسطس – دينيس تيتو رائد فضاء أمريكي.
- 8 أغسطس – وارن آيزاك
- 14 أغسطس – آرثر لافر عالم اقتصاد أمريكي.[65]
- 20 أغسطس – توم ديماركو[66]
- 23 أغسطس – توماس ستايتز[67]
- 24 أغسطس – ستانلي ماير
- 28 أغسطس – غلوريا ليونارد[68]
- 28 أغسطس – كين جنكينز ممثل أمريكي.[69]
- 28 أغسطس – وليام كوهين سياسي أمريكي.[70]
- 29 أغسطس – جيمس برادي سياسي من الولايات المتحدة الأمريكية.[71]
- 31 أغسطس – ويليام كامبيل

### سبتمبر
- 4 سبتمبر – روجر ستريكلاند لاعب كرة سلة أمريكي.
- 5 سبتمبر – راكيل ولش ممثلة أمريكية.[72]
- 6 سبتمبر – إلوين بيرليكامب رياضياتي أمريكي.
- 11 سبتمبر – براين دي بالما[73]
- 11 سبتمبر – تيودور أولسون محامي أمريكي.[74]
- 12 سبتمبر – ليندا جراي[75]
- 14 سبتمبر – لاري براون[76]
- 16 سبتمبر – بوتش بوتشولز لاعب كرة مضرب من الولايات المتحدة.
- 16 سبتمبر – جيم مكمانوس لاعب كرة مضرب أمريكي.
- 19 سبتمبر – بول وليامز[77]
- 20 سبتمبر – وليام فينلي ممثل أمريكي.
- 21 سبتمبر – جو ستراودير لاعب كرة سلة أمريكي.
- 26 سبتمبر – بوب دافي

### أكتوبر
- 3 أكتوبر – والتر ألفاريز[78]
- 5 أكتوبر – ثوم كريستوفر ممثل أمريكي.[79]
- 5 أكتوبر – نيك كليمنتس لغوي من الولايات المتحدة الأمريكية.[80]
- 6 أكتوبر – جون وورنوك مبرمج حاسوب أمريكي.
- 8 أكتوبر – جون سين جونز سياسي أمريكي.
- 12 أكتوبر – ستيفن ج. ليبارد كيميائي أمريكي.
- 16 أكتوبر – باري كوربن ممثل أمريكي.[81]
- 16 أكتوبر – ديف ديبوشير[82]
- 25 أكتوبر – بوب نايت[83]
- 30 أكتوبر – ريتشارد بوليت مؤرخ أمريكي.

### نوفمبر
- 3 نوفمبر – هاري تي إدواردز[84]
- 5 نوفمبر – تيد كولونجوسكي سياسي أمريكي.[85]
- 8 نوفمبر – تشارلز كوال عالم فلك أمريكي.
- 13 نوفمبر – شاول كريبك فيلسوف أمريكي.[86]
- 21 نوفمبر – تيري ديشينجير
- 21 نوفمبر – ريتشارد مارسينكو
- 22 نوفمبر – تيري غيليام[87]
- 22 نوفمبر – روي توماس[88]
- 24 نوفمبر – مارشال بيرمان فيلسوف أمريكي.[89]
- 27 نوفمبر – بروس لي بطل صيني.[90]

### ديسمبر
- 1 ديسمبر – ريتشارد بريور[91]
- 3 ديسمبر – ميل جيبسون
- 21 ديسمبر – باد أبيل لاعب كرة قدم أمريكية.
- 21 ديسمبر – فرانك زابا[92]
- 24 ديسمبر – أنثوني فوسي عالم مناعة من الولايات المتحدة الأمريكية.
- 26 ديسمبر – إدوارد بريسكوت عالم اقتصاد أمريكي.[93]
- 28 ديسمبر – جيري غروت لاعب كرة سلة من الولايات المتحدة الأمريكية.

## وفيات

### يناير
- 16 يناير – إيرل دوير (مواليد 1883) ممثل من الولايات المتحدة الأمريكية.[94]
- 25 يناير – جون راند (مواليد 1871) ممثل أمريكي.[95]

### فبراير
- 9 فبراير – وليام دود (مواليد 1869)[96]

### مارس
- 4 مارس – هاملن غارلاند (مواليد 1860)[97]
- 16 مارس – إسرائيل واو فيشر (مواليد 1858) سياسي أمريكي.[98]
- 30 مارس – والتر ميلر (مواليد 1892) ممثل من الولايات المتحدة الأمريكية.[99]

### أبريل
- 18 أبريل – كيد مكوي (مواليد 1872)

### مايو
- 13 مايو – ادوين فيتش نورثرب (مواليد 1866)[100]
- 28 مايو – والتر كونولي (مواليد 1887)[101]

### يونيو
- 7 يونيو – جيمس هال (مواليد 1900)[102]
- 20 يونيو – تشارلي تشيس (مواليد 1893)[103]
- 25 يونيو – جورج هاكاثورن (مواليد 1896)[104]

### يوليو
- 1 يوليو – بين توربين (مواليد 1869) ممثل أمريكي.[105]
- 1 يوليو – جيمس كانتين (مواليد 1861)
- 6 يوليو – أوله هانسون (مواليد 1874) سياسي أمريكي.[106]
- 8 يوليو – غرانفيل بيتس (مواليد 1882) ممثل من الولايات المتحدة الأمريكية.[107]
- 15 يوليو – روبيرت وادلو (مواليد 1918) لاعب سيرك من الولايات المتحدة الأمريكية.[108]
- 24 يوليو – كارلتون غريفين (مواليد 1893) ممثل أمريكي.[109]
- 28 يوليو – ديفيد واطسون تايلور (مواليد 1864) ضابط من الولايات المتحدة الأمريكية.[110]

### أغسطس
- 18 أغسطس – والتر كرايسلر (مواليد 1875)[111]

### سبتمبر
- 2 سبتمبر – إدي كولينز (مواليد 1883) ممثل من الولايات المتحدة الأمريكية.[112]
- 2 سبتمبر – ديفيد فرانكلين هيوستن (مواليد 1866) سياسي أمريكي.[113]
- 30 سبتمبر – أوليفر هنري نيلسون شوب (مواليد 1869) سياسي أمريكي.[114]

### أكتوبر
- 21 أكتوبر – وليام غ. كونلي (مواليد 1866) سياسي أمريكي.[115]

### نوفمبر
- 3 نوفمبر – لويس هاين (مواليد 1874)[116]
- 4 نوفمبر – هاري بيرنارد (مواليد 1878) ممثل أمريكي.[117]
- 17 نوفمبر – ديف بالتز (مواليد 1891) ملاكم من الولايات المتحدة الأمريكية.
- 17 نوفمبر – سيلفيا أشتون (مواليد 1880) ممثلة من الولايات المتحدة الأمريكية.[118]
- 24 نوفمبر – فرانك ه فونك (مواليد 1869) سياسي أمريكي.[119]
- 28 نوفمبر – جيسي لوريستون ليفيرمور (مواليد 1877)[120]

### ديسمبر
- 3 ديسمبر – سي هنري غوردون (مواليد 1883)[121]
- 21 ديسمبر – فرنسيس سكوت فيتسجيرالد (مواليد 1896)[122]
- 25 ديسمبر – أغنيس ايريس (مواليد 1898) ممثلة أمريكية.[123]